# غوردون غيلكي
غوردون غيلكي (بالإنجليزية: Gordon Gilkey)‏ هو مصمم مطبوعات أمريكي، ولد في 10 مارس 1912، وتوفي في 28 أكتوبر 2000.